# Julio García Fernández (futbolista)
Julio García Fernández (Sevilla, España, 2 de mayo de 1965) es un exfutbolista español que se desempeñaba como defensa.

## Clubes
| Club                       | País   | Año       |
| -------------------------- | ------ | --------- |
| Real Betis Balompié        | España | 1983-1986 |
| R. C. Recreativo de Huelva | España | 1987      |
| Real Betis Balompié        | España | 1987-1993 |
| Real Murcia C. F.          | España | 1993-1994 |
| U. D. Almería              | España | 1995-1998 |